# مركز الحقوق الاقتصادية والاجتماعية
مركز الحقوق الاقتصادية والاجتماعية، هي منظمة دولية لحقوق الإنسان تعمل في المقام الأول باعتبارها منظمة غير ربحية للدعوة في مجال الحقوق الاقتصادية والاجتماعية.
وذلك بتنفيذ مشاريع للحقول الاقتصادية والاجتماعية بالتعاون مع المنظمات الوطنية والدولية الأخرى ومع المدافعين عن حقوق الإنسان المحليين والنشطاء في الدول التي تعمل فيها. تركز المنظمة عملها على قضايا التعليم والصحة والغذاء والماء والإسكان والأزمات والفقر وعدم المساواة. تعمل المنظمة في 21 دولة حول العالم. لضمان الالتزام بمعايير حقوق الإنسان الدولية، تستخدم المنظمة نهجاً متعدد التخصصات لإجراء التحاليل القانونية والاجتماعية والاقتصادية لمناصرة القضايا ورصدها، ومساءلة الحكومات عن الانتهاكات بالإضافة إلى توفير الموارد والوثائق القانونية لذلك
تفخر المنظمة بنفسها لكونها تسعى للعدالة الاجتماعية من خلال حقوق الإنسان
المهمة الرسمية المعلنة للمنظمة هي "العمل لأجل الاعتراف وانقاذ الحقوق الاقتصادية والاجتماعية باعتبارها أداة قوية لتعزيز العدالة الاجتماعية والكرامة الإنسانية.

## التنظيم
للمنظمة مجلس إدارة دولي، يتضمن قادة من كل من جنوب أفريقيا، السويد، بنغلاديش، اليابان، كولومبيا، الولايات المتحدة، وأستراليا.